# Joan Gamper
Hans-Max Gamper Haessig, noto anche come Joan Gamper o Kans Kamper (Winterthur, 22 novembre 1877 – Barcellona, 30 luglio 1930), è stato un calciatore, dirigente sportivo e imprenditore svizzero naturalizzato spagnolo.
Fu uno dei primi presidenti di società polisportive della storia: fondò diversi club sportivi in Svizzera e in Spagna, ma è ricordato per aver fondato il Futbol Club Barcelona, che nelle vesti di presidente contribuì a rendere uno dei club più egemoni.

## Biografia

### Infanzia e giovinezza

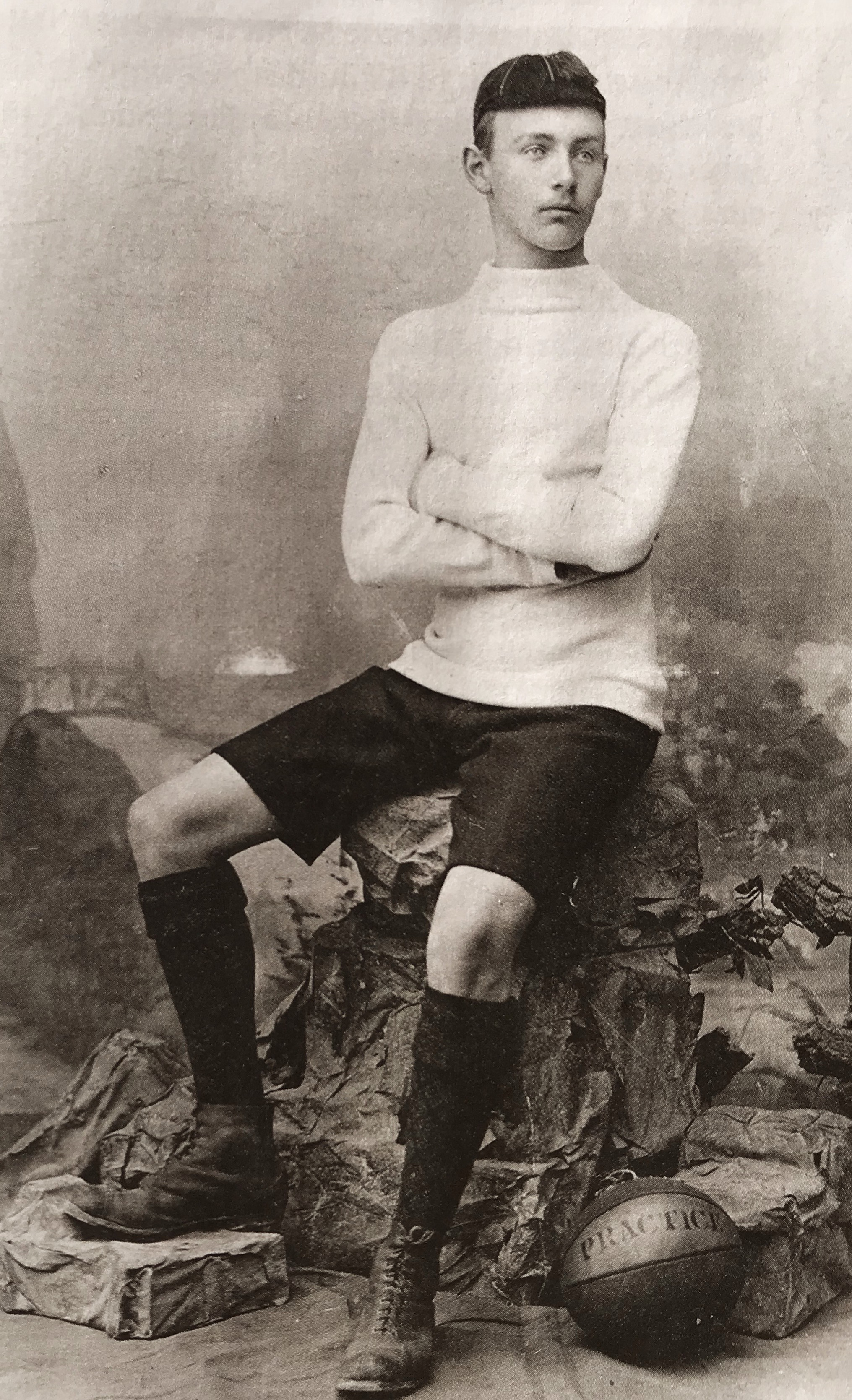
Gamper nel 1896

Hans-Max Gamper Haessig era il maggiore dei figli maschi di August e Rosine Emma Gamper, terzo di cinque figli. La madre morì quando Hans-Max aveva 8 anni e la famiglia si trasferì a Zurigo. Da ragazzo era un ciclista e un corridore appassionato. Nel corso della sua vita amò profondamente lo sport in generale e, oltre al calcio, praticò il rugby, il tennis e il golf. In Svizzera era reputato un giocatore abilissimo: iniziò nell'Excelsigold (o Excelsior di Zurigo), capitanò il Basilea e in seguito giocò con lo Zurigo. Nel 1897 il lavoro lo portò a Lione, in Francia, dove giocò a rugby nell'Athletique Union e a calcio nell'Università di Lione.

### La fondazione del FC Barcelona
Nel 1898 si recò a Barcellona per visitare lo zio Emili Gaissert, che viveva lì. Si stabilì a Barcellona durante una sosta nel suo viaggio in Africa, dove era andato per fondare alcune compagnie dedite al commercio dello zucchero. In seguito avrebbe imparato molto bene la lingua catalana e avrebbe adottato la versione catalana del proprio nome, Joan Gamper. Come apprendista trovò impiego presso il Crédit Lyonnais, la Compagnia Ferroviaria Sarria e come editorialista sportivo, nella cui veste lavorò per due giornali svizzeri. Aderì alla Chiesa Evangelica Svizzera e iniziò a giocare a calcio nella locale comunità protestante, nel distretto di Sarrià-Sant Gervasi. Frequentò il Gimnasio Solé e contribuì alla pubblicazione di una rivista, Los Deportes.

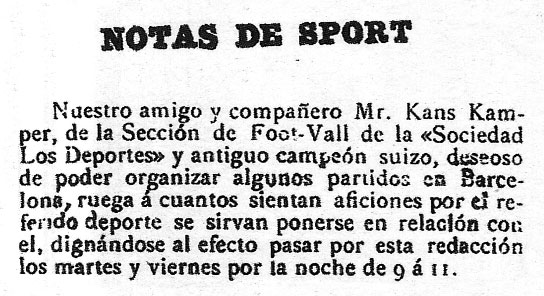
L'annuncio pubblicitario su Los Deportes del 22 ottobre 1899: Il nostro amico e compagno Sig. Kans Kamper, della sezione Calcio della "Sociedad Los Deportes" e già campione svizzero, volendo organizzare alcune partite a Barcellona, chiede che chiunque ami questo sport lo contatti recandosi presso questa redazione il martedì o il venerdì sera dalle 9 alle 11.

Il 22 ottobre 1899 diffuse un annuncio pubblicitario su Los Deportes, dichiarando la volontà di formare un club calcistico. Il riscontro fu positivo, tant'è che il 29 novembre, nel corso di una riunione nel Gimnasio Solé, nacque il Futbol Club Barcelona. Tra i membri fondatori figuravano appassionati svizzeri, britannici e catalani. Secondo la leggenda Gamper scelse il blaugrana come colore ufficiale in onore del Basilea, sua ex squadra. Secondo altre tesi l'ispirazione sarebbe stata lo Zurigo, squadra del suo cantone natale, o, stando ad altre fonti, la Merchant Taylors' School di Crosby, nella Merseyside (Inghilterra).
Benché Gamper fosse la forza dominante nel club, inizialmente scelse di essere solo un membro della dirigenza e il capitano della squadra. Aveva ancora 22 anni e intendeva concentrarsi sull'attività agonistica, che amava intensamente. Con il FC Barcelona giocò 54 partite tra il 1899 e il 1904, segnando 125 goal. Tra i suoi compagni di squadra c'era Arthur Witty. Nella stagione 1900-1901 fece parte della squadra del FC Barcelona che vinse il primo trofeo societario, la Copa Macaya, competizione che oggi è riconosciuta come il primo campionato catalano. Nel 1902 disputò la prima finale di Copa del Rey della storia, in cui il Barça perse per 2-1 contro il Club Vizcaya.

### Presidente del club
Nel 1908 divenne presidente del FC Barcelona per la prima volta, prendendo il timone di un club sull'orlo del fallimento. Alcuni dei migliori giocatori della squadra si erano ritirati e non erano stati sostituiti. Ciò ebbe effetti pesanti sui risultati del club sia dentro che fuori dal campo. Il club non conosceva successi dalla vittoria nel Campionat de Catalunya del 1905 e, di conseguenza, le finanze languevano. Successivamente Gamper fu presidente del club in cinque diverse occasioni (1908-09, 1910-13, 1917-19, 1921-23 e 1924-25), per un totale di 25 anni trascorsi a capo della società. Uno dei traguardi più importanti lo ottenne quando dotò il FC Barcelona di un suo stadio. Fino al 1909 la squadra giocava in vari impianti, nessuno dei quali di proprietà del club. Gamper raccolse fondi da uomini d'affari locali. Così, il 14 marzo 1909, la squadra poté trasferirsi al Carrer Indústria, uno stadio con una capienza di 6.000 posti. Gamper lanciò una campagna di reclutamento dei soci che ebbe conseguenze notevoli: già nel 1922 il club ne aveva più di 10.000. La situazione comportò un nuovo cambiamento dello stadio. Questa volta la squadra si spostò al Les Corts, la cui capienza fu aumentata da 20.000 a ben 60.000 posti.
Gamper acquistò Paulino Alcántara, che sarebbe divenuto uno dei migliori marcatori nella storia del club. Nel 1917 nominò allenatore Jack Greenwell. La mossa produsse dei miglioramenti sul campo. Durante l'era Gamper il FC Barcelona vinse 11 Campionat de Catalunya, 6 Cope del Rey e 4 Coupe des Pyrenées, vivendo la sua prima epoca d'oro. Oltre ad Alcántara il Barça di Greenwall comprendeva anche Sagibarbá, Ricardo Zamora, Josep Samitier, Félix Sesúmaga e Franz Platko.
La sua ultima presidenza finì in circostanze controverse e con una tragedia personale. Il 24 giugno 1925 i tifosi del FC Barcelona fischiarono l'inno nazionale spagnolo, applaudendo, invece, God Save the Queen, eseguito da una banda della Marina Reale Britannica in visita ufficiale. La dittatura di Primo de Rivera accusò Gamper di promuovere il nazionalismo catalano. Di conseguenza il campo del Les Corts fu chiuso per sei mesi e Gamper, espulso dalla Spagna, tornò in Svizzera. Successivamente, la sua richiesta di rientro in Spagna fu accolta, a circa un anno dal suo allontanamento, ma a condizione che non intrattenesse più alcun tipo di rapporto con la squadra. Questo fu molto difficile da accettare per Gamper, che iniziò a soffrire di depressione. Con l'inizio della grande crisi del 1929, gran parte del suo patrimonio fu tradotto in azioni, e le perdite furono grandi. A causa di questo periodo di grandi difficoltà, Gamper si suicidò la mattina del 30 luglio 1930, sparandosi un colpo d'arma da fuoco nel suo appartamento di Calle Girona 4, a Barcellona. Per puro destino, il giorno della sua morte è coinciso con la finale del primo campionato mondiale di calcio.

### Epilogo
Nel 1966 l'allora presidente del FC Barcelona, Enric Llaudet, ideò il Trofeo Joan Gamper in suo onore. Si tratta di un torneo pre-stagionale che vede la partecipazione di squadre internazionali e che tradizionalmente funge da palcoscenico per la presentazione della nuova squadra del FC Barcelona per la stagione entrante.
Il club, poi, ritirò permanentemente il numero di tessera societaria di Gamper e la città gli intitolò una strada, la Carrer de Joan Gamper nel distretto di Les Corts. Nel 2002 il club celebrò il 125º anniversario della sua nascita. Nel 2004 il Gruppo Winterthur, una compagnia assicurativa svizzera i cui uffici hanno sede a Barcellona, diventò lo sponsor della squadra di pallacanestro del Barcelona. La squadra indossò delle magliette su cui campeggiava il nome del luogo di nascita di Gamper e sul nome Winterthur FCB.
Probabilmente il maggiore tributo a questo sportivo a tutto tondo fu, però, la trasformazione del club in una polisportiva, come ribadito dal motto della società: il FC Barcelona è più di un club. Oggi la società promuove sport come l'atletica, il rugby e il ciclismo, tutti sport praticati da Gamper. Inoltre comprende squadre di basket, pallamano, hockey su pista, calcio amatoriale indoor, calcio femminile, pallamano, baseball e hockey su prato. Nel corso degli anni il club ha anche annoverato squadre di hockey su ghiaccio e football americano, i FC Barcelona Dragons.